# Marija Bajt
Marija Bajt (Pleternica, 28. studenoga 1954.) je hrvatska političarka. Po struci je profesorica kroatistike i komparativne književnosti i diplomirana knjižničarka.
Završila je Filozofski fakultet u Zagrebu.
Na hrvatskim parlamentarnim izborima 2000. godine ušla je u 4. saziv Hrvatskog državnog sabora kao zastupnica HDZ-a u 5. izbornoj jedinici. Mandat je obnašala od 2. veljače 2000. do 22. prosinca 2003. 
U četvrtom sazivu Hrvatskog državnog sabora bila je članica Odbora za obrazovanje, znanost i kulturu te članica Odbora za informiranje, informatizaciju i medije.
Na hrvatskim parlamentarnim izborima 2003. godine ušla je u 5. saziv Hrvatskog državnog sabora kao zastupnica HDZ-a u 5. izbornoj jedinici. Mandat je obnašala od 22. prosinca 2003. do 11. siječnja 2008. godine.
U petom sazivu Hrvatskog državnog sabora bila je potpredsjednica Odbora za obitelj, mladež i šport, 
članica Odbora za obrazovanje, znanost i kulturu, članica Odbora za izbor, imenovanja i upravne poslove, članica Odbora za lokalnu i područnu (regionalnu) samoupravu i članica Povjerenstva za odlučivanje o sukobu interesa.
2008. Hrvatska je Vlada predložila Mariju Bajt, Dragomira Mađerića, Božidara Novaka i Zvonimira Sabatija u nadzorni odbor Vjesnika.
Odlikovana je Redom Danice hrvatske s likom Antuna Radića (1995.).